# Iván Dovhodko
Ivan Viktorovych Dovhodko –en ucraniano, Іван Вікторович Довгодько– (Kiev, URSS, 15 de enero de 1989) es un deportista ucraniano que compitió en remo. Su hermana Nataliya compitió en el mismo deporte.
Ganó dos medallas en el Campeonato Mundial de Remo, en los años 2014 y 2018, y cuatro medallas en el Campeonato Europeo de Remo entre los años 2010 y 2015.
Participó en dos Juegos Olímpicos de Verano, en los años 2012 y 2016, ocupando el sexto lugar en Río de Janeiro 2016, en la prueba de cuatro scull.

## Palmarés internacional
| Campeonato Mundial | Campeonato Mundial          | Campeonato Mundial | Campeonato Mundial |
| Año                | Lugar                       | Medalla            | Prueba             |
| ------------------ | --------------------------- | ------------------ | ------------------ |
| 2014               | Ámsterdam (Países Bajos)    | Medalla de oro     | Cuatro scull       |
| 2018               | Plovdiv (Bulgaria)          | Medalla de bronce  | Cuatro scull       |
| Campeonato Europeo |                             |                    |                    |
| Año                | Lugar                       | Medalla            | Prueba             |
| 2010               | Montemor-o-Velho (Portugal) | Medalla de bronce  | Cuatro scull       |
| 2012               | Varese (Italia)             | Medalla de plata   | Cuatro scull       |
| 2014               | Belgrado (Serbia)           | Medalla de oro     | Cuatro scull       |
| 2015               | Poznań (Polonia)            | Medalla de plata   | Cuatro scull       |